# Đắk Lao
Đắk Lao là một xã thuộc huyện Đắk Mil, tỉnh Đắk Nông, Việt Nam.

## Địa lý
Xã Đắk Lao nằm phía bắc huyện Đắk Mil, có vị trí địa lý:
- Phía đông giáp các xã Đức Mạnh, Đắk N'Drót và Đắk R'La
- Phía tây giáp Campuchia
- Phía nam giáp thị trấn Đắk Mil và xã Thuận An
- Phía bắc giáp huyện Cư Jút.

Xã Đắk Lao có diện tích 253,86 km², dân số năm 2019 là 7.729 người, mật độ dân số đạt 31 người/km².

## Hành chính
Xã Đắk Lao được chia thành 10 thôn: Đắc An, Đắc Kim, Đắc Lộc, Đắc Lợi, Đắc Phúc, Đắc Quang, Đắc Tâm, Đắc Thọ, Đắc Thủy, Đắc Xuân.

## Lịch sử
Ngày 19 tháng 6 năm 1990, Hội đồng Bộ trưởng ban hành Quyết định 227-HĐBT. Theo đó, sáp nhập 35.100 ha diện tích tự nhiên của xã Đắk Lao vào xã Ea Pô thuộc huyện Cư Jút mới thành lập.
Sau khi điều chỉnh địa giới hành chính, xã Đắk Lao còn lại 28.360 ha diện tích tự nhiên và 3.195 người.
Ngày 30 tháng 9 năm 2019, Hội đồng Nhân dân tỉnh Đắk Nông ban hành Nghị quyết 24/NQ-HĐND về việc:
- Sáp nhập toàn bộ ba thôn 1, 2, 3 thành thôn Đắc Xuân
- Sáp nhập toàn bộ hai thôn 4 và 6 thành thôn Đắc Phúc
- Sáp nhập toàn bộ hai thôn 8A và 8B thành thôn Đắc Lộc
- Sáp nhập toàn bộ hai thôn 9A và 9B thành thôn Đắc Thủy
- Sáp nhập toàn bộ hai thôn 10A và 13 thành thôn Đắc Kim
- Sáp nhập toàn bộ hai thôn 10B và 11A thành thôn Đắc Tâm
- Đổi tên thôn 5 thành thôn Đắc Quang
- Đổi tên thôn 7 thành thôn Đắc Lợi
- Đổi tên thôn 11B thành thôn Đắc An
- Đổi tên thôn 12 thành thôn Đắc Thọ.